# Nicky oder die Liebe einer Königin
Nicky oder die Liebe einer Königin ist ein deutschsprachiges Kinderbuch von Jens Bahre aus dem Jahr 1978 rund um das Thema Liebe und Freundschaft.

## Handlung
Nicky, bzw. Nicole Robertson, ist ein 12-jähriges Mädchen, das nach dem Tod ihrer Mutter vor zwei Jahren gemeinsam mit ihrem Vater und drei jüngeren Geschwistern in der fiktiven Kleinstadt Robenhausen aufwächst. Zunächst ist Nicky mit dem Maler Ludwig, dem die Kunst wichtiger als sein Auskommen ist, befreundet. Späterhin schwärmt sie für den vollbärtigen Dumperfahrer Johann. In der Schule ist sie mit ihrem Banknachbarn Jupp befreundet, der sich seinerseits in sie verliebt. Zunächst verfeindet, entwickelt sich zudem eine Freundschaft zu ihrer Klassenkameradin Cornelia, der Nicky gegenüber ihren wenig verständnisvollen Eltern hilft.
Anfänglich eine mittelmäßige Schülerin, entwickelt sie im Laufe des Schuljahres Ehrgeiz, besonders im Fach Mathematik, da sie dort gegen Josefine Lorenz, ihre Lehrerin zu kämpfen meint und sie „mit den eigenen Waffen“ schlagen möchte.
Im Laufe der Zeit verbessern sich zudem ihre Noten auch in anderen Fächern.
Sorgen bereitet ihr, dass ihr Vater scheinbar eine neue Freundin sucht. Sie möchte dem Vater selbst eine Partnerin auswählen, erlebt dabei aber nur Rückschläge. Als sich ihr Vater schließlich in ihre Mathematiklehrerin verliebt und sie dies erst durch Zufall erfährt, ist ihre Situation wiederum verwirrt.

## Stil
Passagen mit Erlebtem wechseln sich im Buch mit Phantastereien des Mädchens ab, das sich dabei als Königin eines Landes (d. h. des Tales rund um Robenhausen) fühlt. Dabei entstehen immer wieder Dialoge zwischen Nicky als Königin und einem nur in ihrer Vorstellung vorkommenden Lordkanzler, mit dem sie Teile ihrer Probleme bespricht.

## Ausgaben und Übersetzungen
Nicky oder die Liebe einer Königin wurde vom Kinderbuchverlag Berlin herausgegeben und erlebte bis 1988 sechs Auflagen (1978, 1979, 1981, 1983, 1986, 1988). Illustriert wurde das Buch von G. Ruth Mossner (* 1947). Das Buch wurde ins Slowakische, Französische (1987) und Ungarische (1990) übersetzt. Zudem gab es 1982 eine Lizenzausgabe für die Bundesrepublik.

## Verfilmung
Das Buch wurde 1979/1980 von Gunther Scholz für die DEFA mit dem Titel Nicki verfilmt.